# Galgeboom

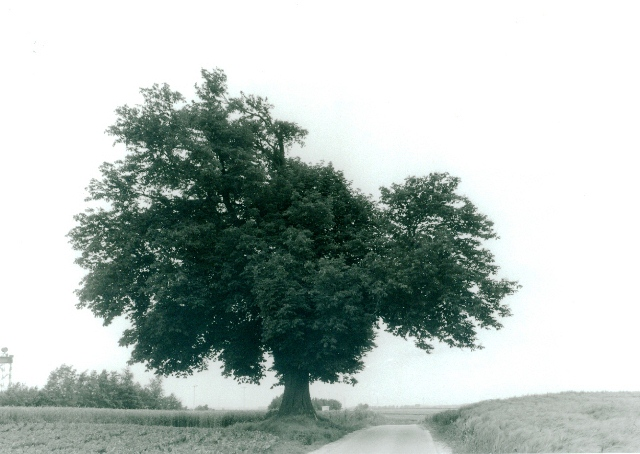
Galgeboom in Millen

De Galgeboom (Frans: Arbre du Gibet) was een monumentale paardenkastanje die als grensboom fungeerde, en die zich bevond aan een zijweg van de Rukkelingenweg bij Millen. In plaats van de oude boom is een eik geplant.
De boom is geplant op een van de hoogste punten van Limburg, op 151 meter hoogte. Hier is tevens de taalgrens en de grens met de Luikse gemeenten Boirs en Rukkelingen-aan-de-Jeker. Deze Franstalige gemeenten behoorden tot 1962 bij Limburg.
Op deze plaats bevond zich tijdens het ancien régime de galg, waaraan de door het Hof van Beurs veroordeelde personen werden verhangen. De Fransen verwijderden de galg. De oude boom werd geplant in 1823 en stond bekend als het Beurebeumke. 